# Dendya
Dendya – rodzaj gąbek wapiennych z rodziny Dendyidae z rzędu Clathrinida.

## Gatunki[2]
- Dendya clathrata
- Dendya quadripodifera
- Dendya tripodifera
- Dendya triradiata